# Phillip Carr
Phillip "Phil" Carr (Raleigh, Carolina del Norte, 20 de octubre de 1995) es un baloncestista estadounidense que pertenece a la plantilla del U.C.C. Piacenza de la Serie A2 italiana. Con 2,03 metros de estatura, juega en la posición de ala-pívot.

## Trayectoria deportiva

### Universidad
Jugó su primera temporada en el Mohawk Valley Community College en el condado de Oneida (Nueva York), de donde fue transferido al Williston State College de Williston (Dakota del Norte). Finalmente en 2015 fue transferido a la División I de la NCAA, a los Bears de la Universidad Estatal Morgan, donde disputó tres temporadas en las que promedió 13,4 puntos, 8,5 rebotes, 1,2 asistencias y 1,1 robos de balón por partido. En 2017 fue elegido jugador defensivo del año de la Mid-Eastern Athletic Conference, y esa temporada y la siguiente fue incluido en el mejor quinteto de la conferencia.

### Profesional
Tras no ser elegido en el Draft de la NBA de 2018, el 2 de octubre firmó contrato con los New York Knicks, con la intención de asignarlo a su filial en la G League, los Westchester Knicks. Disputó diez partidos en la liga de desarrollo, en los que promedió 1,6 puntos y 1,0 rebotes, siendo despedido en enero de 2019.
Apenas unos días después fue adquirido por los Canton Charge.